# Ludwik Hass

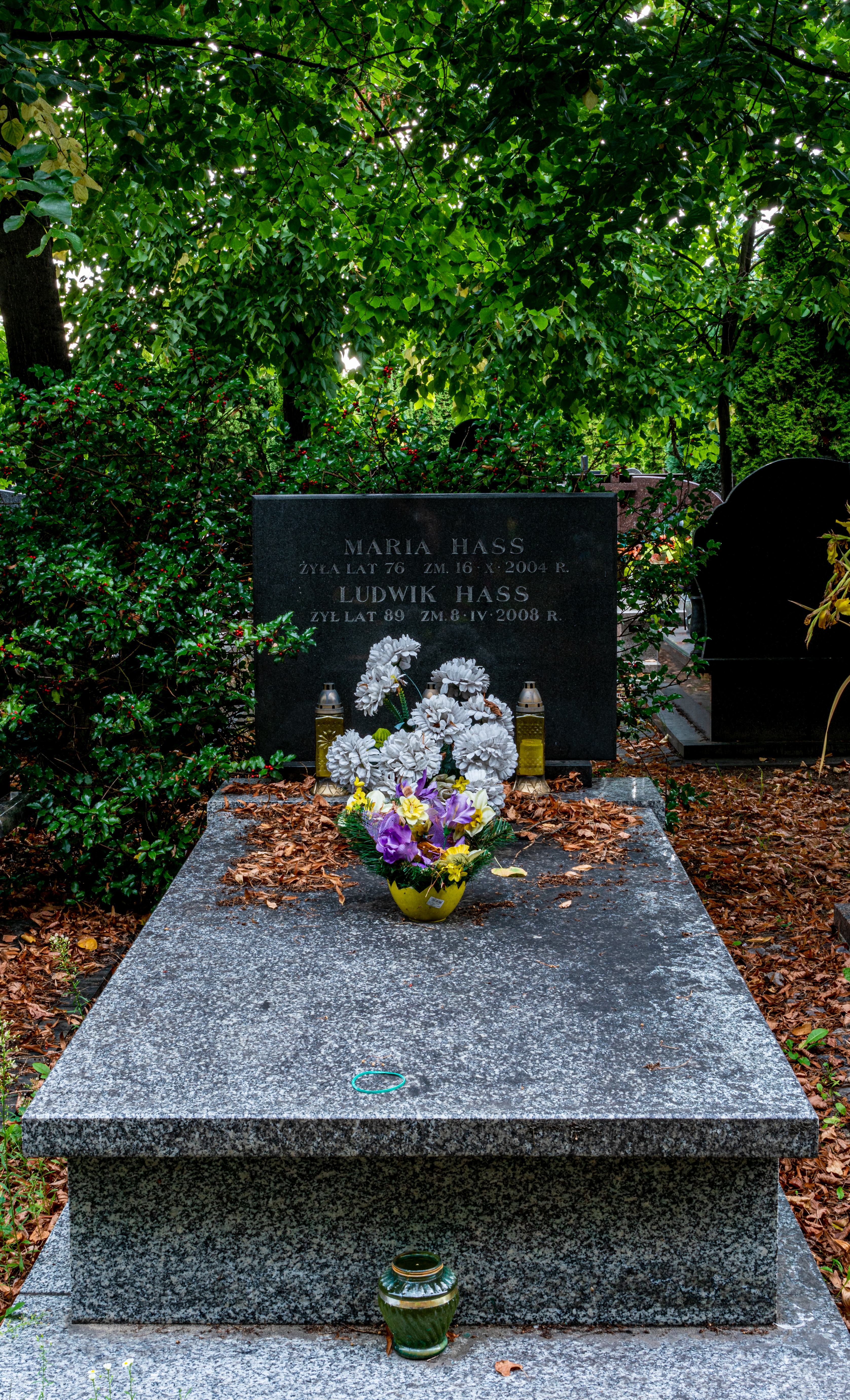
Grób Ludwika Hassa na Cmentarzu Komunalnym Północnym w Warszawie

Ludwik Hass (ur. 18 listopada 1918 w Stanisławowie, zm. 8 kwietnia 2008 w Warszawie) – polski historyk ruchu robotniczego i wolnomularstwa, za poglądy trockistowskie więziony w Związku Radzieckim i represjonowany w PRL.

## Życiorys
Urodził się w Stanisławowie w rodzinie żydowskiej jako syn urzędnika pocztowego. Ukończył gimnazjum klasyczne. Od 1936 roku do wybuchu wojny studiował historię na Uniwersytecie Jana Kazimierza we Lwowie, gdzie był uczniem Franciszka Bujaka oraz Romana Rozdolskiego.
Od jesieni 1936 roku członek Związku Niezależnej Młodzieży Socjalistycznej, któremu we Lwowie przewodzili komuniści z Adamem Schaffem. Na początku 1938 założył w jej ramach trockistowskie koło „akademików-marksistów” powiązane z szerszą organizacją „bolszewików-leninistów”. Po agresji ZSRR na Polskę został w listopadzie 1939 roku aresztowany w Stanisławowie i skazany na 8 lat obozu pracy, a później na dożywotnie zesłanie. Nie został objęty amnestią po układzie Sikorski-Majski w 1941, nie dostał się też do Armii Polskiej w ZSRR. Do 1947 przebywał w łagrze, a następnie na zesłaniu w Komijskiej SRR. Po upadku szefa NKWD Berii w 1953 stał się wolnym człowiekiem, lecz bez prawa powrotu do Polski. Dopiero w 1956 roku sąd we Lwowie unieważnił wyrok skazujący. 
Hass wrócił do Polski z żoną i kilkuletnim synem 15 stycznia 1957 roku i podjął pracę w Naczelnej Dyrekcji Archiwów Państwowych, a w 1959 w Biurze Historycznym Centralnej Rady Zrzeszenia Związków Zawodowych. Wznowił na Uniwersytecie Warszawskim przerwane przez wojnę studia historyczne. W 1961 obronił pracę magisterską Polska Partia Socjalistyczna Lewica okres pierwszy (do kwietnia 1929 r.) napisaną pod kierunkiem Henryka Jabłońskiego. W latach 1963–1965 uczestniczył w seminarium doktoranckim Jabłońskiego w Instytucie Historii PAN.
Był uczestnikiem klubu dyskusyjnego przy Komitecie Warszawskim PZPR (tzw. Klubu Życie). Próbował wykorzystać kilkumiesięczny okres wolności intelektualnej po odwilży październikowej do zainspirowania zmian w polskim marksizmie (jak sam to określił, do „przywracania oryginalnego kształtu filozofii społecznego buntu”). Od jesieni 1957 roku bywał także w Klubie Krzywego Koła, gdzie często zabierał głos, ścierając się m.in. z Adamem Schaffem o kształt marksizmu i z Tadeuszem Kotarbińskim na tle stosunku do kary śmierci i oceny Akcji „Wisła”. Witold Jedlicki określił go w 1963 „najwybitniejszym polemistą broniącym w Klubie poglądów radykalnych”. Hass przewodził kilkunastoosobowej grupie, do której należeli weteran polskiego trockizmu Kazimierz Badowski oraz młody historyk i socjolog Romuald Śmiech. Hass korespondował z Badowskim jeszcze przed powrotem do kraju w październiku 1956. W grudniu 1958 w dwudziestą rocznicę rozwiązania Komunistycznej Partii Polski (KPP) przez Komintern odczytał ówczesną odezwę protestacyjną swojej grupy „bolszewików-leninistów”. W ramach czwartków dyskusyjnych wygłosił 16 marca 1961 referat Analiza wyborów sejmowych i samorządowych w 1919 r., w którym dowodził braku nastrojów rewolucyjnych w Polsce w 1919, broniąc tym samym KPP przed stalinowskim zarzutem niewykorzystania ówczesnej sytuacji. Według Witolda Jedlickiego podczas pertraktacji z zarządem Klubu w 1959 władze wskazały Hassa obok Jana Wyki, autora referatu Refleksje w 40. rocznicę KPP z 8 stycznia 1959, jako odpowiedzialnych za „wrogie wystąpienia”, a po zamknięciu Klubu przez władze w lutym 1962 Hass, Wyka i Jan Wolski byli oskarżani przez członków Klubu o spowodowanie jego likwidacji prowokacyjnym nastawieniem do władz. Według Janusza Maciejewskiego Hass był obok Wyki i Wolskiego jednym z trójki „ekstremistów”, od których usunięcia z Klubu Krzywego Koła władze uzależniały pod koniec 1961 jego dalsze funkcjonowanie. Jako zagorzały przeciwnik liberalizmu, reprezentowanego w KKK przez byłego przewodniczącego Jana Strzeleckiego, uwieczniony został wówczas w operze Janusza Szpotańskiego Cisi i gęgacze w postaci „Gęgacza-trockisty”.
W poszukiwaniu sprzymierzeńców politycznych Hass nawiązał współpracę z nie-trockistowskimi rewizjonistami: Jackiem Kuroniem, Karolem Modzelewskim i skupionym wokół nich radykalnym skrzydłem Związku Młodzieży Socjalistycznej (ZMS). Za ich pośrednictwem skontaktował się z Sekretariatem IV Międzynarodówki, do której zgłosił akces. Dążąc do 
odtworzenia rewolucyjnej trockistowskiej konspiracji z lat międzywojennych w duchu ultralewicowym, zachował krytyczne nastawienie wobec Kuronia i Modzelewskiego jako związanych z liberalnymi dysydentami w rodzaju Leszka Kołakowskiego. W marcu 1965 roku został aresztowany pod zarzutem powiązań z organizacjami trockistowskimi oraz pomocy w pisaniu i rozpowszechnianiu ogłoszonego wówczas przez Kuronia i Modzelewskiego Listu otwartego do członków PZPR, w którym autorzy dzielili się swoją krytyką ustroju popaździernikowego z działaczami partyjnymi i aktywem ZMS. Należał istotnie obok Adama Michnika i Jana Józefa Lipskiego do grona zaufanych osób, którym autorzy listu powierzyli maszynowe kopie Listu po skonfiskowaniu przez władze pierwszej wersji i jej odtworzeniu. Niemniej w jego domu Służba Bezpieczeństwa odkryła na podstawie informacji Józefa Kosseckiego oprócz Listu także trockistowską literaturę, a sam Hass według relacji Modzelewskiego z powodu różnic ideowych zgodził się na udostępnienie jemu i Kuroniowi powielacza swojej organizacji wyłącznie pod wpływem Badowskiego. W czasie osobnego procesu przeciw trzem trockistom Hass przyznał się do stawianych mu zarzutów, zarazem krytykując otwarcie ustrój jako stalinowski. W Europie Zachodniej odbyły się akcje protestacyjne w obronie „grupy Hassa”, a do władz PRL trafiły petycje w jego sprawie. Podczas procesu Kuronia i Modzelewskiego Hass, który uważał konfrontację z aparatem przymusu za niezbędny etap kształtowania rewolucjonisty, zalecał Kuroniowi ataki personalne na członków składu sędziowskiego, do czego Kuroń nie zastosował się. Występując jako świadek, Hass twierdził, że Kuroń i Modzelewski zamierzali użyć powielacza do rozpowszechniania trockistowskiej literatury i ujawnił ich kontakty z IV Międzynarodówką. W styczniu 1966 roku skazano go na 3 lata więzienia, skąd został zwolniony przedterminowo w końcu sierpnia 1966. Po zwolnieniu z więzienia podjął systematyczną współpracę z SB, początkowo jako kontakt obywatelski, a następnie jako tajny współpracownik ps. „Woliński”.
Od wyjścia z więzienia w 1966 i fiaska projektu reaktywacji trockizmu w Polsce datuje się praca naukowa Hassa nad zagadnieniem masonerii. Zniechęcany do zajmowania się międzywojennym ruchem robotniczym, od przełomu lat 50. i 60. rozpoczął systematyczne badania nad inteligencją piłsudczykowską, notując jej związki z wolnomularzami. Pierwszy artykuł z tej problematyki, napisany na sugestię przyjaciela Janusza Wojska, ogłosił w „Kwartalniku Historycznym” dzięki poparciu Bogusława Leśnodorskiego w 1967.
Pomimo zwolnienia przez pewien czas uniemożliwiano mu powrót na studia doktoranckie w PAN, a do 1979 roku nie pozwalano podjąć pracy naukowej. W tym okresie Ludwik Hass utrzymywał się z honorariów za artykuły pisane pod pseudonimem do „Więzi” oraz za publikowane w „Kwartalniku Historycznym” rozprawki naukowe, które zgodnie z prawem mógł już publikować pod własnym nazwiskiem. Współpracował też dzięki poparciu Stanisława Kalabińskiego z Pracownią Dziejów Klasy Robotniczej Instytutu Historii PAN. Dopiero w 1971 roku obronił w IH PAN pracę doktorską pt. Wybory warszawskie 1918–1926, przygotowaną pod kierunkiem Henryka Jabłońskiego i opublikowaną rok później. Następnie w latach 70. zbierał materiały archiwalne i relacje ustne w emigracyjnym środowisku wolnomularskim w Paryżu korzystając z kilkumiesięcznych stypendiów tamtejszej loży „Kopernik”.
W 1979 otrzymał etat w Instytucie Historii PAN, zaś w styczniu 1980 roku habilitował się na podstawie książki Sekta farmazonii warszawskiej, nagrodzoną m.in. przez Ministra Kultury i Sztuki, Towarzystwo Miłośników Historii w Warszawie i polski PEN Club.
W okresie stanu wojennego wraz z Józefem Kosseckim potępił podziemną „Solidarność” w publicznym wystąpieniu radiowym.
W 1986 po trzyletnich staraniach uzyskał tytuł profesora. W 1988 roku przeszedł na emeryturę. Autor haseł w Polskim Słowniku Biograficznym i Słowniku biograficznym działaczy polskiego ruchu robotniczego. 
Współpracował w latach 80. z gazetami „Rzeczywistość” i „Argumenty” oraz najważniejszym periodykiem lewicy antykapitalistycznej po 1989 roku „Dalej! pismo socjalistyczne”, wydawanym przez Nurt Lewicy Rewolucyjnej. W III RP współtworzył partię Związek Komunistów Polskich „Proletariat”.
Członek honorowy Universala Framasona Ligo i laureat Złotego Pióra „Wolnomularza Polskiego” (2005). Nie przyjął kierowanych do niego przez Wielki Wschód Polski zaproszeń do wstąpienia w szeregi organizacji.

## Dorobek naukowy, poglądy i koncepcje
Ludwik Hass jest autorem kilkuset rozpraw, przyczynków i recenzji naukowych oraz kilkunastu książek poświęconych ruchowi i klasie robotniczej oraz masonerii na ziemiach polskich i w Rosji.
Jego podejście do problematyki wolnomularstwa było socjologiczne i politologiczne. Systematyzując wiedzę na temat organizacji, którą ukazywał według słów Tadeusza Cegielskiego jako „szeroki ruch społeczny realizujący określoną ideologię”, dokumentując jej losy i rzeczywisty zasięg jej wpływów, przyczynił się do osłabienia wytworzonych wokół niej mitów. Jak zwykł mówić, „największą tajemnicą masonerii jest to, że nie ma ona żadnej tajemnicy”. Uważał wolnomularstwo za wytwór burżuazji i odmawiał mu uniwersalnego wymiaru metafizycznego.
W ocenie Witolda Jedlickiego z 1963 był oryginalnym myślicielem marksistowskim, który chętnie posługiwał się paradoksem i odczytywał klasyków w zaskakujący sposób, zaś w wystąpieniach publicznych odznaczał się bezkompromisową zażartością i łamaniem konwenansów. Niestosowanie się do norm kulturowych uznawał za taktykę zwalczania ustroju stalinowskiego.

## Życie prywatne
Ożenił się na zesłaniu, jego synem z tego małżeństwa jest Borys Hass.

## Prace naukowe

### Książki
- Organizacje zawodowe w Polsce 1918–1939. Informator, Wydawnictwo Związkowe CRZZ, Warszawa 1963, ss. 943.
- PPS Lewica 1926–1931. Materiały źródłowe, Książka i Wiedza, Warszawa 1963, ss. 544.
- (z Marianem Lechem) Dzieje Zakładów Naprawczych Taboru Kolejowego im. Ho Chi Minha w Pruszkowie, Państwowe Wydawnictwo Naukowe, Warszawa 1969, ss. 233.
- Wybory warszawskie 1918–1926. Postawy polityczne mieszkańców Warszawy w świetle wyników głosowania do ciał przedstawicielskich, PWN, Warszawa 1972, ss. 194.
- Sekta farmazonii warszawskiej. Pierwsze stulecie wolnomularstwa w Warszawie (1721–1821), PIW, Warszawa 1980, ss. 675. Seria: Biblioteka Wiedzy o Warszawie. ISBN 83-06-00239-3
- Postawy polityczne i aktywność klasy robotniczej (1918–1939), Akademia Nauk Społecznych PZPR, Warszawa 1988, ss. 375. Seria: Tradycje i Wartości Polskiego Ruchu Robotniczego, 12.
- Trockizm. Od Lewej Opozycji do Czwartej Międzynarodówki, Wydział Propagandy Rady Naczelnej Zrzeszenia Studentów Polskich, Warszawa 1989, ss. 92. Seria: Biblioteka BIS, 24. (do użytku wewnątrzorganizacyjnego)
- Masoneria polska XX wieku. Losy, loże, ludzie, Oficyna Wydawnicza Polczek Polskiego Czerwonego Krzyża, Warszawa 1993, ss. 360. ISBN 83-85272-13-5
  - wydanie II rozszerzone: Masoneria polska XX wieku. Losy, loże, ludzie, Kopia, Warszawa 1996, ss. 295[38], ISBN 83-86290-16-1
- Loża i polityka. Masoneria rosyjska 1822–1921, t. 1: Wolnomularstwo rosyjskie w podziemiu 1822–1921, Bellona, Warszawa 1996, 1998, ss. 299. ISBN 83-85408-35-5, ISBN 83-11-08569-2
- Pokolenia inteligencji polskiej [1918–1997], Mazowiecka Wyższa Szkoła Humanistyczno-Pedagogiczna, Łowicz 1997, ss. 88. ISBN 83-87222-07-0
- Loża i polityka. Masoneria rosyjska 1822–1921, t. 2: Wolnomularstwo rosyjskie na obczyźnie i powrót w strony rodzinne, 1918–1995, Bellona, Warszawa 1998. ISBN 83-11-08772-5, ISBN 83-85408-62-2
- Wolnomularze polscy w kraju i na świecie 1821–1999. Słownik biograficzny, Oficyna Wydawnicza „Rytm”, Warszawa 1999, ss. 660. ISBN 83-87893-52-8
- Inteligencji polskiej dole i niedole. XIX i XX wiek, Mazowiecka Wyższa Szkoła Humanistyczno-Pedagogiczna i Stowarzyszenie Mazowiecki Ośrodek Badań Naukowych im. St. Herbsta, Łowicz 1999, ss. 437. ISBN 83-87222-12-7
- Świat wolnomularski (lata trzydzieste – lata dziewięćdziesiąte XX wieku). Konkrety: geografia, liczebność, odłamy, nurty, ponadpaństwowe porozumienia i organizacje, t. 1: Trudne czasy 1932–1945, Mazowiecka Wyższa Szkoła Humanistyczno-Pedagogiczna, Łowicz 2004, ss. 302. ISBN 83-87222-28-3
- Świat wolnomularski (lata trzydzieste – lata dziewięćdziesiąte XX wieku). Konkrety: geografia, liczebność, odłamy, nurty, ponadpaństwowe porozumienia i organizacje, t. 2: 1945 – lata dziewięćdziesiąte XX w., Neriton, Instytut Historii PAN, Mazowiecka Wyższa Szkoła Humanistyczno-Pedagogiczna, Warszawa 2006, ss. 507. ISBN 83-89729-77-6

Jedną z najważniejszych prac Ludwika Hassa jest trzyczęściowa monografia odtwarzająca dzieje masonerii w Europie Środkowo-Wschodniej. Składają się na nią tytuły:
- Wolnomularstwo w Europie Środkowo-Wschodniej w XVIII i XIX wieku, Ossolineum, Wrocław 1982, ss. 572. ISBN 83-04-01195-6
- Ambicje, rachuby, rzeczywistość. Wolnomularstwo w Europie Środkowo-Wschodniej 1905–1928, PWN, Warszawa 1984, ss. 398. ISBN 83-01-03824-1
- Zasady w godzinie próby. Wolnomularstwo w Europie Środkowo-Wschodniej 1929–1941, PWN, Warszawa 1987, ss. 359. ISBN 83-01-05683-5

### Wybrane artykuły
- Kształtowanie się lewicowego nurtu w Polskiej Partii Socjalistycznej na tle sytuacji wewnątrzpartyjnej (listopad 1923 – maj 1926), „Kwartalnik Historyczny” 68.1 (1961), s. 69–105.
- Pracownicze organizacje zawodowe w Polsce (1918–1939), „Roczniki Dziejów Społecznych i Gospodarczych” 25 (1963), s. 119–169.
- Stan badań nad historią ruchu zawodowego w Polsce, „Z Pola Walki” 6.3 (1963), s. 22–52.
- Układ sił w prawicowym nurcie ruchu robotniczego w ostatnich latach drugiej niepodległości, „Z Pola Walki” 8.1 (1965), s. 131–140.
- Działalność wolnomularstwa polskiego w latach 1908–1915 (w relacji pamiętnikarskiej M. Malinowskiego), „Kwartalnik Historyczny” 74 (1967), s. 1045–1063.
- Wolnomularstwo w Europie Środkowo-Wschodniej po pierwszej wojnie światowej, „Studia z Dziejów ZSRR i Europy Środkowej” 4 (1968), s. 95–130.
- Rozwój organizacyjny wolnomularstwa w Polsce międzywojennej, „Najnowsze Dzieje Polski 1914–1939” 14 (1969), s. 81–117.
- Robotniczy Pruszków w latach 1918–1920, [w:] Odgłosy Rewolucji Październikowej na Mazowszu i Podlasiu, red. Stanisław Herbst, Książka i Wiedza, Warszawa 1970, s. 155–181.
- Z socjalnych źródeł przewrotu majowego (inteligencja – piłsudczycy), „Kwartalnik Historyczny” 77.2 (1970), s. 368–393.
- Rosyjskie wolnomularstwo lat 1906–1918 (fragment z dziejów liberalizmu w Rosji), „Studia z Dziejów ZSRR i Europy Środkowo-Wschodniej” 7 (1971), s. 128–178.
- „Diaspora” polskiego wolnomularstwa (1821–1908), „Przegląd Historyczny” 62.3 (1971), s. 198–224.
- Druga Rzeczpospolita w pamiętnikarstwie ostatnich lat. (Przegląd pozycji książkowych z lat 1968–1970), „Kwartalnik Historyczny” 78.3 (1971), s. 613–627.
- Do genezy złudzeń parlamentarnych w Polsce międzywojennej. (Sejm i głosowanie powszechne w propagandzie politycznej Królestwa 1915–1918), „Kwartalnik Historyczny” 79.1 (1972), s. 56–68.
- Wpływy ugrupowań politycznych wśród ludności woj. warszawskiego w latach 1919–1922 (w świetle wyborów sejmowych), „Rocznik Mazowiecki” 4 (1972), s. 94–155.
- Prasa klasowego ruchu zawodowego w latach drugiej niepodległości, „Kwartalnik Historii Ruchu Zawodowego” 11.1 (1972), s. 74–109.
- Liberałowie, ezoterycy, piłsudczycy. Z dziejów polityki w Polsce w latach 1924-1928, „Dzieje Najnowsze” 5.3 (1973), s. 53–94.
- Ze studiów nad wolnomularstwem polskim ostatniej ćwierci XVIII w., „Kwartalnik Historyczny” 80.3 (1973), s. 587–620.
- Wolnomularstwo w międzywojennej Republice Czechosłowackiej, „Studia z Dziejów ZSRR i Europy Środkowej” 10 (1974), s. 25–74.
- Pokolenia inteligencji Królestwa Polskiego, „Przegląd Historyczny” 65.2 (1974), s. 285–316.
- Czasopiśmiennictwo polskiego ruchu zawodowego w latach 1918–1939, „Rocznik Biblioteki Narodowej” 10 (1974), s. 107–163.
- Z dziejów wolnomularstwa w międzywojennej Europie środkowo-wschodniej. (Liberalizm wobec faszyzmu i reżimów autorytarnych), „Kwartalnik Historyczny” 82.1 (1975), s. 32–68.
- Polityka pod znakiem krzyża. Ruch chrześcijańsko-społeczny w Polsce międzywojennej, „Kwartalnik Historyczny” 82.3 (1975), s. 622–630.
- L'intelligentsia en Pologne, „L'Homme et la société” 43/44 (1977), s. 179–199.
- Le Vatican et l'Ukraine dans les années 1919-1920 : (Aux yeux d'un homme politique bourgeois ukrainien), „Acta Poloniae Historica” 35 (1977), s. 189–207.
  - wersja polska: W trójkącie Ukraina–Watykan–Polska w latach 1919–1920. (Polityka międzynarodowa w optyce ukraińskiego burżuazyjnego polityka rusofilskiego), „Dzieje Najnowsze” 12.1 (1980), s. 11–31.
- Zachowanie wyborcze mieszkańców powiatu radomskiego w pierwszych miesiącach drugiej niepodległości, „Biuletyn Kwartalny Radomskiego Towarzystwa Naukowego” 15.1 (1978), s. 55–72.
- Związek Patriotyczny 1918–1926. Z dziejów infrastruktury życia politycznego Drugiej Rzeczypospolitej, „Kwartalnik Historyczny” 85.4 (1978), s. 913–942.
- Study of Workers' Political Attitudes by Quantitative Methods, „Acta Poloniae Historica” 38 (1978), s. 75–99.
- Le Paris franc-maçon face aux problèmes de l'Europe centrale et orientale : (Etape finale de la Première Guerre mondiale et Conférence de la Paix 1919, „Acta Poloniae Historica” 42 (1980), s. 111–143.
- Wolnomularstwo ukraińskie (do rewolucji lutowej 1917 r.), „Studia z Dziejów ZSRR i Europy Środkowej” 17 (1981), s. 5–44.
- Ruch robotniczy na tle życia politycznego Polski międzywojennej, [w:] Studia z najnowszych dziejów ruchu robotniczego na Białostocczyźnie, red. Władysław Góra, PWN, Warszawa 1982, s. 9–28.
- Wolnomularstwo ukraińskie 1917–1921, „Studia z Dziejów ZSRR i Europy Środkowej” 18 (1983), s. 57–81.
- Białystok jako centrum przemysłu i ośrodek ruchu robotniczego do wybuchu I wojny światowej, „Prace Białostockiego Towarzystwa Naukowego” 29 (1985), s. 113–127.
- Pomiędzy wiernością zasadom a pokusą władzy. (Postawy i zachowania polityczne inteligencji polskiej w latach 1926–1937), „Dzieje Najnowsze” 17.2 (1986), s. 75–150.
- Ruch robotniczy a Żydzi i rok 1968, „Dzieje Najnowsze” 20.2 (1988), s. 115–129.
- Reakcje komunistów w Polsce na rozwiązanie KPP (1938 r.), „Dzieje Najnowsze” 22.1/2 (1990), s. 159–168.
- Wolnomularstwo w Europie Środkowo-Wschodniej po drugiej wojnie światowej (1945–1951) (cz. 1), „Dzieje Najnowsze” 22.4 (1990), s. 3–23.
- Wolnomularstwo w Europie Środkowo-Wschodniej po drugiej wojnie światowej (1945–1951) (zakończenie), „Dzieje Najnowsze” 23.1 (1991), s. 49–63.
- Pisma Lwa Trockiego w Polsce międzywojennej, „Kwartalnik Historyczny” 98.1 (1991), s. 45–60.
- Zasięg organizacyjny ruchu zawodowego robotników w Drugiej Rzeczypospolitej, „Kwartalnik Historyczny” 98.4 (1991), s. 41–61.
- Dmowski i Kierenski o sprawach polskich wiosną 1915, „Dzieje Najnowsze” 23.4 (1991), s. 67–70.
- Trockizm w Polsce (do 1945 r.) [w:] Oblicza lewicy. Losy idei i ludzi, red. Jolanta Itrich, Jan Kancewicz, Irena Koberdowa, Towarzystwo Naukowe im. Adama Próchnika, Warszawa 1992, s. 185–241.
- Polityka i uchodźcza codzienność za fasadą symbolicznej kielni. (Losy emigracyjnego wolnomularstwa rosyjskiego od lat dwudziestych do siedemdziesiątych), „Dzieje Najnowsze” 25.1 (1993), s. 61–82.
- Portret zbiorowy międzywojennego wolnomularza polskiego. (Losy pewnej formacji inteligenckiej), „Kwartalnik Historyczny” 101.1 (1994), s. 91–103.
- Stanisława Stempowskiego spotkania z policją polityczną w 1938 i 1940 roku, „Ars Regia” 3.2 (1994), s. 87–111.
- W ujarzmionej stolicy – bez loży (1831–1905), „Ars Regia” 3.3/4 (1994), s. 29–95.
- „Private Citizens”: A Forgotten Episode from the Prehistory of the Polish Intelligentsia, „Acta Poloniae Historica” 78 (1998), s. 115–133.
- Wolnomularze polscy w lożach Zachodu (dwie pierwsze dekady XIX wieku), „Ars Regia” 7/8.13/14 (1998/1999), s. 131–230.
- Francuska gałąź „sztuki królewskiej” w życiu III Republiki i wolnomularstwa światowego (czas ideowego przełomu: 1870–1900), „Dzieje Najnowsze” 31.3 (1999), s. 19–36.
- Wolnomularskie loże wojskowe (od końca II wojny światowej po schyłek XX wieku), „Mazowieckie Studia Humanistyczne” 8.2 (2002), s. 329–358.
- Wolnomularstwo na świecie u progu lat trzydziestych. Część I, „Ars Regia” 9.15/16 (2006), s. 174–199.